# Tankonijn

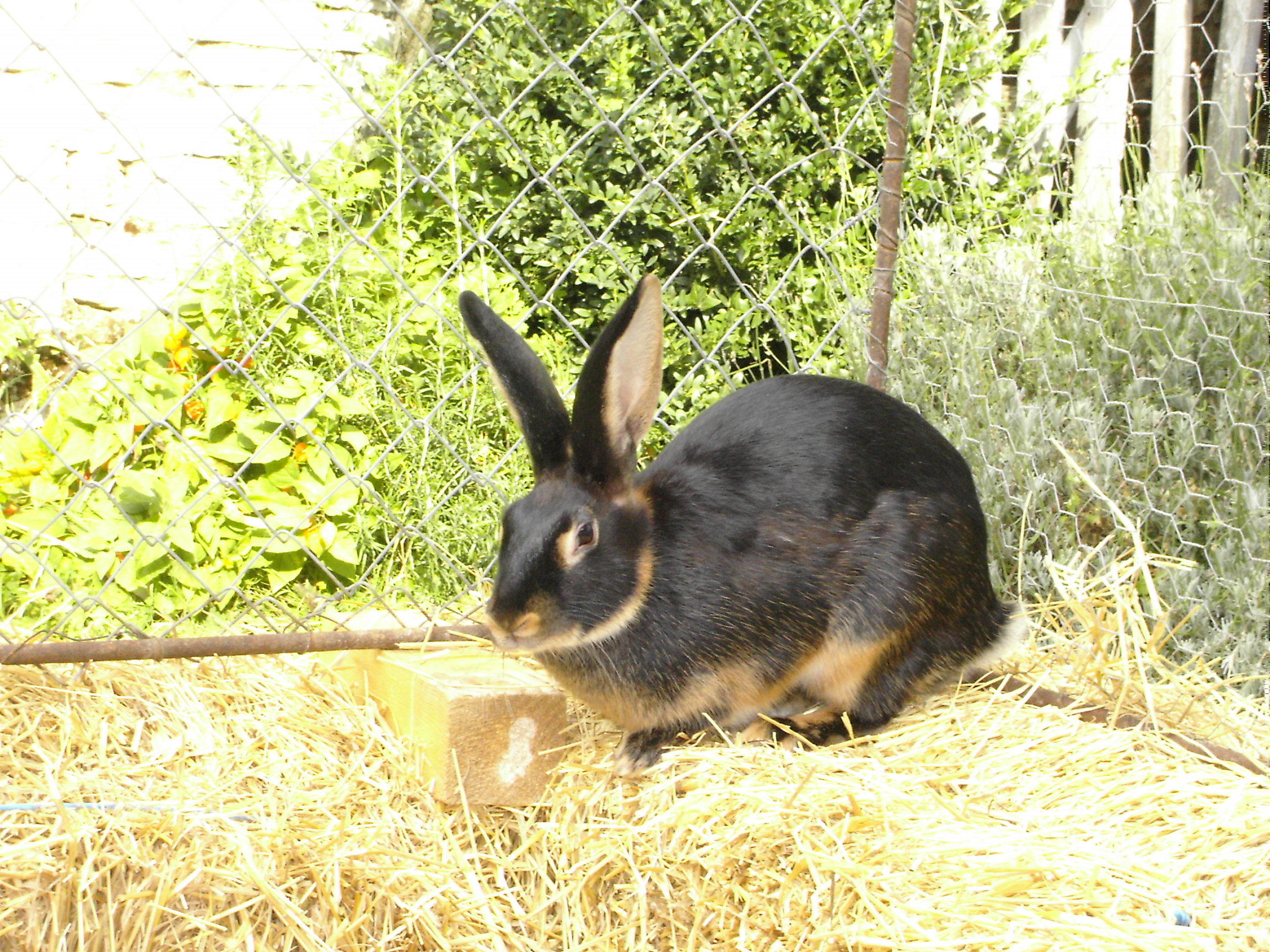
Foto van een Tankonijn

Het tankonijn is een populair konijnenras met een grote groep liefhebbers. Het wordt veel als huisdier gehouden vanwege zijn handzame formaat en zijn vriendelijke karakter.

## Ontstaansgeschiedenis
Het tankonijn is in de tweede helft van de 19e eeuw in Engeland ontstaan. Het is in het plaatsje Brailsford ontstaan uit een mengelmoes van konijnenrassen. Hieronder waren de klein zilver en de hollander, maar ook rasloze konijnen en kruisingen. Het konijn werd uiteindelijk ontdekt door Engelse konijnenliefhebbers die zich toelegden op het fokken van het ras, dat zij "Black and Tan" noemden.
Na verloop van tijd was er sprake van twee verschillende soorten tans, een soort gefokt door fokker Purnell uit Cheltenham, die gekruist was met Belgische hazen. Dit type had een vacht met een diepere kleur, maar was ook temperamentvoller dan het oorspronkelijke type uit Brailsford. Liefhebbers van beide types verenigden zich in organisaties. Voor het brailsford-type was dat de National Black and Tan Club en voor het Cheltenham-type was dat de British Black and Tan Club. Uiteindelijk werd de National Black and Tan Club opgeheven, waarna het huidig tankonijn is ontstaan uit een combinatie van de twee types.